# Václav Němeček
Václav Němeček (Hradec Králové, 25 de janeiro de 1967) é um ex-futebolista tcheco, que atuava como meia.

## Carreira
Václav Němeček fez parte do elenco da Tchecoslováquia na Copa do Mundo de 1990. e do Eurocopa de 1996.